# Anoka (Nebraska)
Anoka és una població dels Estats Units a l'estat de Nebraska. Segons el cens del 2000 tenia 10 habitants.

## Demografia
Segons el cens del 2000, Anoka tenia 10 habitants, 3 habitatges, i 3 famílies. La densitat de població era de 6,9 habitants per km².
Dels 3 habitatges en un 66,7% hi vivien nens de menys de 18 anys, en un 100% hi vivien parelles casades, en un 0% dones solteres, i en un 0% no eren unitats familiars. En el 0% dels habitatges hi vivien persones soles el 0% de les quals corresponia a persones de 65 anys o més que vivien soles. El nombre mitjà de persones vivint en cada habitatge era de 3,33 i el nombre mitjà de persones que vivien en cada família era de 3,33.
Per edats la població es repartia de la següent manera: un 20% tenia menys de 18 anys, un 10% entre 18 i 24, un 20% entre 25 i 44, un 30% de 45 a 60 i un 20% 65 anys o més.
L'edat mediana era de 46 anys. Per cada 100 dones de 18 o més anys hi havia 100 homes.
La renda mediana per habitatge era de 16.250 $ i la renda mediana per família de 16.250 $. Els homes tenien una renda mediana de 0 $ mentre que les dones 0 $. La renda per capita de la població era de 7.625 $. Cap de les famílies estaven per davall del llindar de pobresa.

## Poblacions més properes
El següent diagrama mostra les poblacions més properes.